# トプカプ宮殿
トプカプ宮殿（土: Topkapı Sarayı、「大砲の門宮殿」の意）は、15世紀中頃から19世紀中頃までオスマン帝国の君主が居住した宮殿。トルコ共和国イスタンブール旧市街のある半島の先端部分、三方をボスポラス海峡とマルマラ海、金角湾に囲まれた丘に位置する。
トルコ語の発音（トルコ語発音: [ˈtopkapɯ saraˈjɯ]）に忠実な日本語表記は「トプカプ宮殿」であるが、日本語ではしばしば「トプカピ宮殿」と表記されることがある。
トプカプ宮殿と呼ばれるようになったのは19世紀の皇帝が去った後からで、それ以前はベヤズットスクエアに元々あった宮殿（旧宮殿）に対する「新宮殿」ということで、新宮殿を意味する「イェニ・サライ」、帝国新宮殿を意味する「サライ・ジェディード」（オスマン語: سراى جديد عامره）と呼ばれた。また、イスタンブールに営まれた多くの宮殿のうちの正宮殿として「帝王の宮殿」（サライ・ヒュマーユーン）とも呼ばれた。
宮殿はよく保存修復され、現在は博物館として公開されているが、15世紀に建設されて以来増改築を繰り返しており、創建当初の姿を保ち続けているわけではない。

## 歴史
1453年に東ローマ帝国の首都コンスタンティノープルを陥落させてオスマン帝国の新たな帝都としたメフメト2世が、1460年代頃に造営を開始し、1478年頃までに完成した。メフメト2世がここに居を定めてからは、東ローマ帝国時代からの宮殿が「旧宮殿」と呼ばれるようになったのに対して、この宮殿は「新宮殿」と呼ばれることとなった。現在使われているトプカプ宮殿の名は、19世紀にこの宮殿から皇帝が去った後、トプカプ宮殿の丘がある岬の先端にある「大砲の門」（トルコ語：トプカプ）にちなんで呼ばれるようになった。
宮殿は君主の住居であると同時に、オスマン帝国の行政の中心地として機能した。君主（のちには大宰相）が主催するオスマン帝国の最高意思決定機関である御前会議（ディーワーヌ・ヒュマーユーン）は、宮殿の「ドームの間」（クッベ・アルトゥ）と呼ばれる部屋で開かれ、古い時代にはさらに「ドームの間」の隣には中央政府の書記局と、帝国の公文書や宝物・税金を蓄える国庫が置かれた。
当初は後宮（ハレム）は旧宮殿に残されていたが、スレイマン1世のときトプカプ宮殿に移された。ハレムの人々は、スレイマンの夫人ヒュッレム・スルタンを端緒として16世紀後半頃から政治に介入するようになり、17世紀には君主の母后が政治を自由に動かす「女人の天下」と呼ばれる時代を迎えた。
17世紀中頃に大宰相の執務所と書記官僚の文書行政機構が大宰相公邸である大宰相府（バーブ・アーリー）に移ると、宮殿はオスマン帝国の最高政務機関としての実質を失った。その後も、トプカプ宮殿は依然として皇宮であり、帝国の儀礼と公式行事の中枢であったが、1853年に宮廷が西洋風のドルマバフチェ宮殿に移ってからは放置され、荒廃した。
オスマン帝国は第一次世界大戦で敗れて滅亡。戦後の1924年、トルコ共和国はトプカプ宮殿を博物館とし、修復して一般の人々の見学に開放した。
現在はトルコでも人気が高い観光地の一つであり、入場は有料である。2023年9月時点、トルコ人向けは150リラ（全国の史跡・博物館を巡れる1年間のパスは60リラ）。外国人は950リラ（ハレムを除外する場合は750リラ）

## 構造

上からの図解

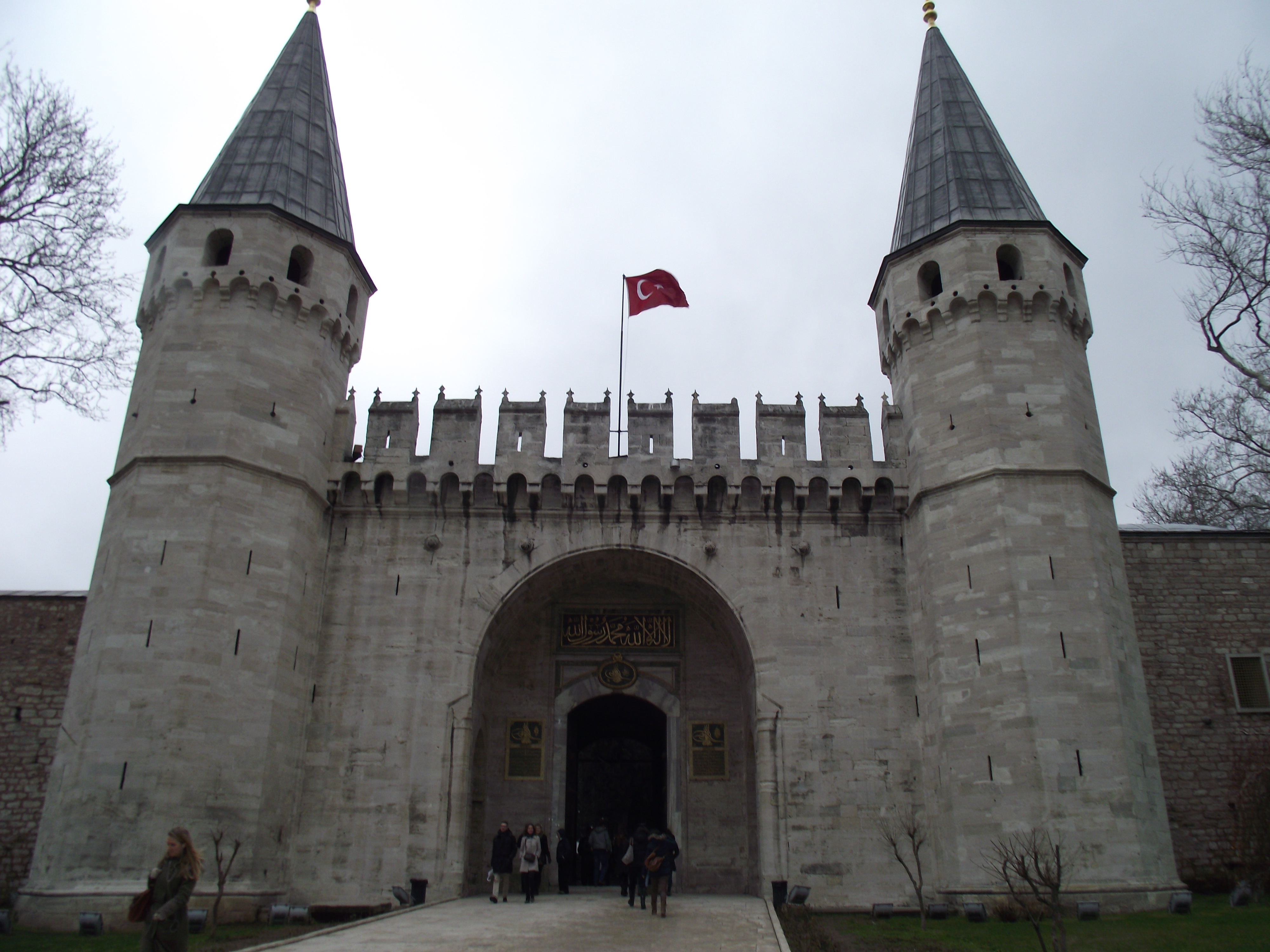
外廷の正門「挨拶の門」（バービュッセラーム）

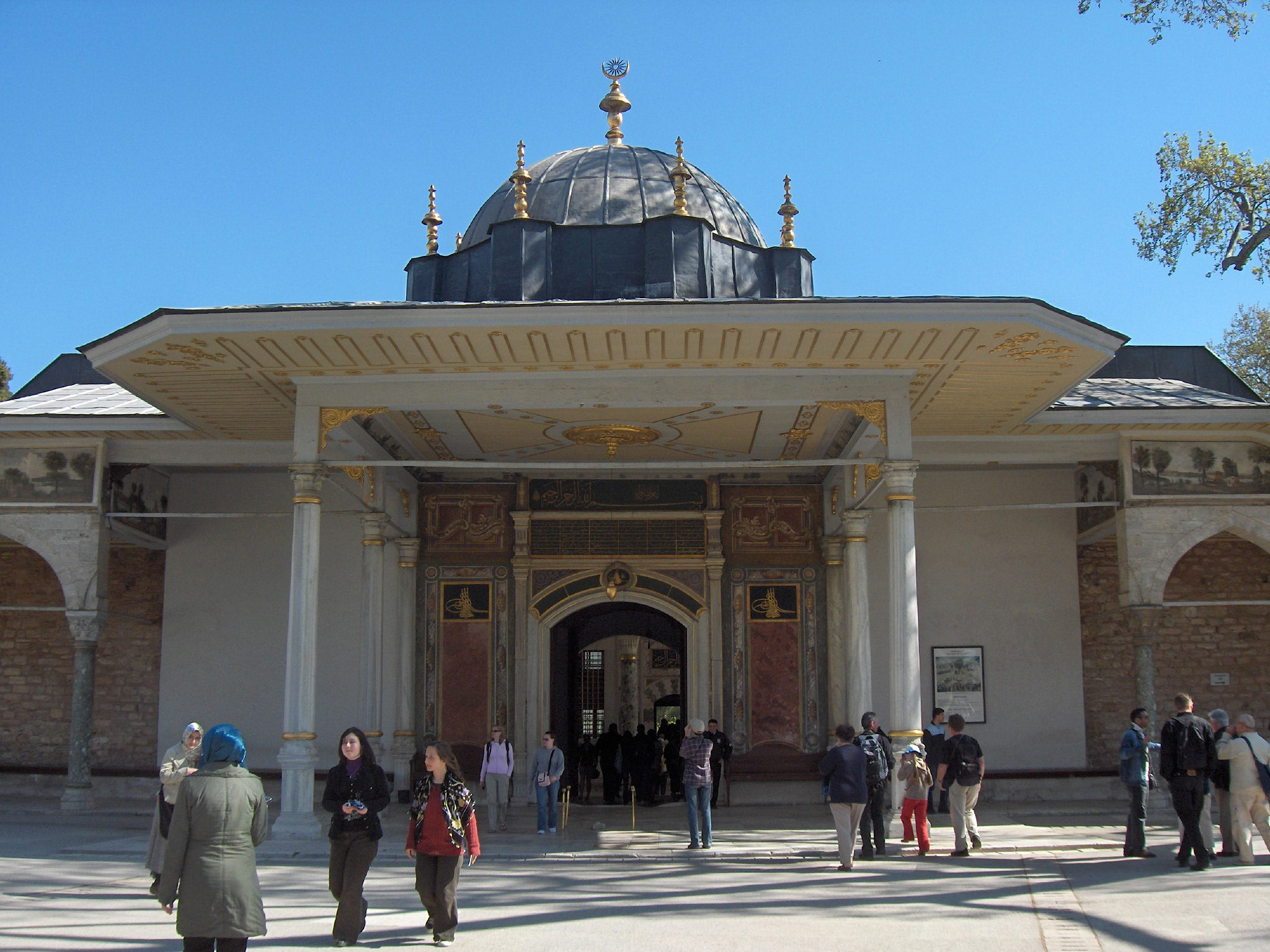
内廷の正門「幸福の門」（バービュッサーデ）

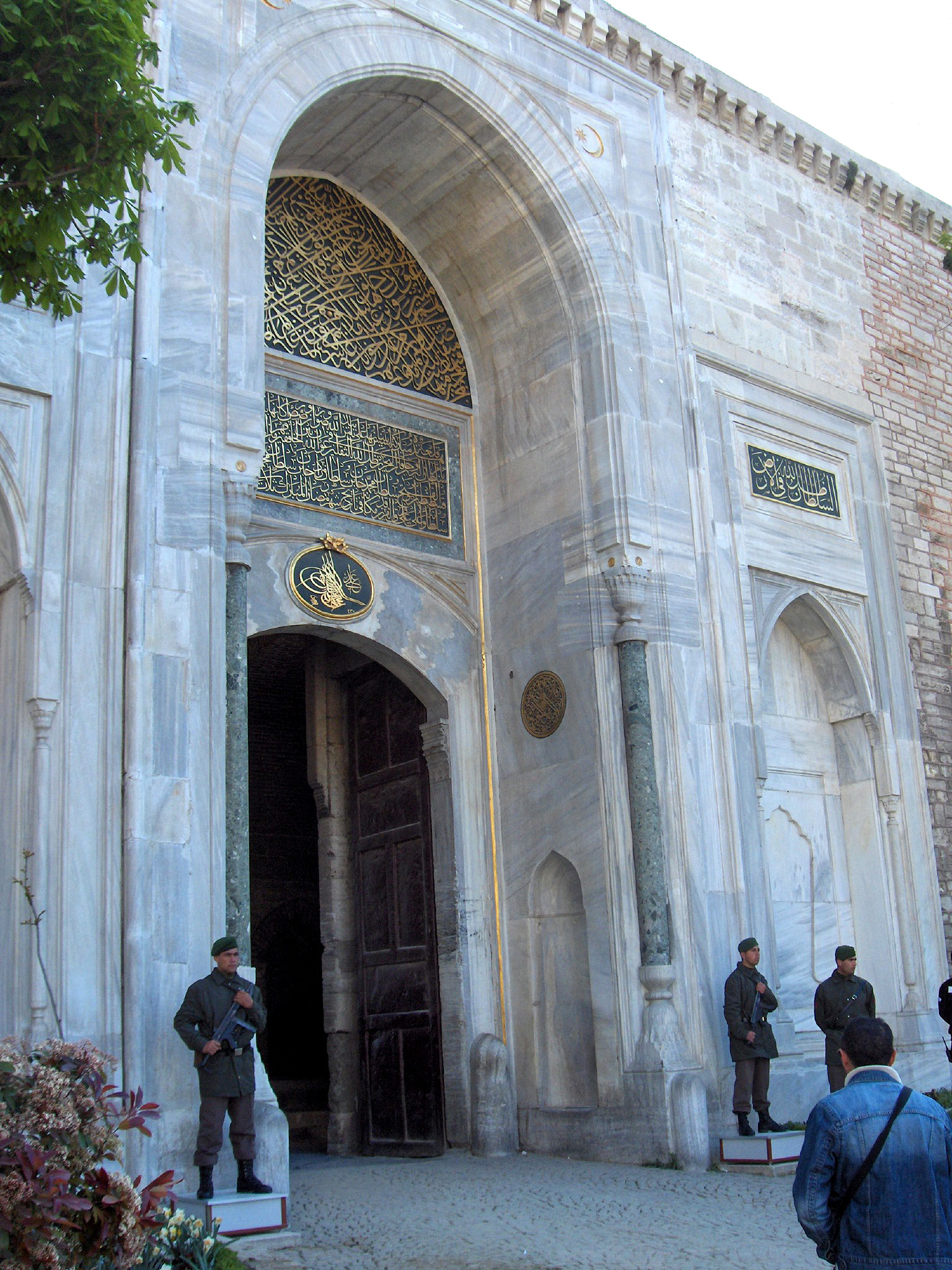
宮殿の正門「帝王の門」（バーブ・ヒュマーユーン）

トプカプ宮殿は、大きな建物を持たず比較的小さな建物と部屋が連なり、また数多くの庭園と離れ（キョシュク。キオスクの語源）を持つ建造物群である。このことから、トルコ人の中央アジアの遊牧民的な伝統に基づいた宮殿である、と説明されることもある。
宮殿のある丘は、古代ビュザンティオンのアクロポリスのあった場所にあたる。宮殿の外壁はこの丘を大きく囲み、外壁内の総面積は約70万m2ほどの面積である。宮殿の正門は、アヤソフィアの側にある「帝王の門」（バーブ・ヒュマーユーン）である。
「帝王の門」をくぐると、「第一の中庭」と呼ばれる空間があり、オスマン帝国時代も現代も一般の人々が自由に出入りできる。東ローマ帝国時代の遺構である聖イレーネ教会（アヤ・イリーニ教会）は「第一の庭」の一角である。「第一の中庭」の他の「帝王の門」内の空間は、君主の庭園や離宮が営まれており、タンジマートの指針を宣言するギュルハネ勅令が発布されたギュルハネ庭園が残されている。
外壁内の宮殿敷地の内側にはある、第二の城壁で囲まれた縦横200m×400mほどの長方形の空間が、君主の私邸であるトプカプ宮殿の本体部分である。その内部は、行政と公式行事の行われる場である外廷（ビルン）と君主の私生活の場である内廷（エンデルン）、そして女性たちの住む後宮（ハレム）の3つの部分からなる。

### 第一の庭
「第一の庭」の奥にある「挨拶の門」（バービュッセーラム）が宮廷の入り口で、かつては許された者しか入ることができず、現在はトプカプ宮殿博物館の入場口となっている。

### 第二の庭
「挨拶の門」の内側は「第二の庭」と呼ばれる、公式行事に使われた広場で、これを外廷の施設が取り巻く。御前会議の開かれた「ドームの間」や国庫はその一角に位置する。
かつての国庫は、現在は武具展示室となっており、明治時代にイスタンブールに滞在した日本人、山田寅次郎がアブデュルハミト2世に贈った日本製の甲冑が展示されている。

### 第三の庭園
「第二の庭」の正面奥には「幸福の門」（バービュッサーデ）とよばれる門があり、その奥にある「謁見の間」（アルズ・オダス）と呼ばれる建造物を中心とする「第三の庭園」とそれを取り巻く施設群が内廷を構成する。内廷には君主の私室（ハス・オダ）や、現在は有名な「トプカプの短剣」が展示されている宝物庫がある。
トプカプ宮殿の聖遺物（アーサール ：イスラム教の聖遺物）は質量ともに有名で、特にイスラム帝国アッバース朝のカリフ権の象徴であった「ムハンマドのマント」と、実際に戦争に使われたという「ムハンマドの軍旗」が知られる。多くのスルタンは、戦場に赴く際には、このマントと軍旗を必ず身に着けていたという。
内廷では、数百人のイチ・オーランと呼ばれる君主の小姓たちが、私室や財宝庫などの管理役を勤め、君主に奉仕した。小姓たちはここで幹部候補生として高度な教育を受けて、外廷の職や軍の将校などの要職に就けられ、また内廷で私室長や太刀持ち役などの皇帝側近の重職に出世すれば、地方総督職などを経て、将来的には宰相にまで出世することが可能な制度が確立されていた。小姓の供給源もイェニチェリと同じく、古くはデヴシルメによっており、カプクルのエリートコースであった。

後宮とスルタンの住居の見取り図

他、図書館などがある。

### 後宮
後宮（ハレム）の入り口は、外廷の「ドームの間」の側にある「車の門」と内廷の皇帝の私室の脇にある「クシュハーネ門」があり、現代にハレムを見学する場合は、前者からハレムに入る（ただし、この他に宮廷の外とハレムを直接繋ぐ通用門もある）。ハレムは君主の母后、妃、子供たちと、それに仕える多くの女官や宦官が暮らしており、後には帝位に就いていない皇族である君主の弟や甥たちが暮らす「鳥かご」（カフェス）と呼ばれる部屋も設けられた。

## 登録基準
この世界遺産は世界遺産登録基準のうち、以下の条件を満たし、登録された（以下の基準は世界遺産センター公表の登録基準からの翻訳、引用である）。
- (1) 人類の創造的才能を表現する傑作。
- (2) ある期間を通じてまたはある文化圏において、建築、技術、記念碑的芸術、都市計画、景観デザインの発展に関し、人類の価値の重要な交流を示すもの。
- (3) 現存するまたは消滅した文化的伝統または文明の、唯一のまたは少なくとも稀な証拠。
- (4) 人類の歴史上重要な時代を例証する建築様式、建築物群、技術の集積または景観の優れた例。